# Saint-François-de-Sales (Québec)
Pour les articles homonymes, voir Saint-François-de-Sales et François de Sales.
Saint-François-de-Sales est une municipalité du Québec (Canada), faisant partie de la municipalité régionale de comté du Domaine-du-Roy, située dans la région administrative de Saguenay–Lac-Saint-Jean. 

## Toponymie
Elle est nommée en l'honneur du théologien, prêcheur et évêque savoyard François de Sales.

## Histoire
Fondée en 1888, la municipalité de Saint-François-de-Sales compte parmi l’un des villages types de la région du Saguenay-Lac-St-Jean. Le territoire de la municipalité, situé en pleine nature entre Chambord et Lac-Bouchette, à 12 km de Lac-St-jean, couvre une superficie de 200.5 km² de reliefs montagneux aux contreforts des Laurentides. Saint-François-de-Sales se veut l’une des portes d’entrée importante de la région du Saguenay—Lac-St-Jean.
La population de Saint-François-de-Sales est majoritairement regroupée sur une distance de 4 km de long sur la route 155. L’économie locale repose principalement sur l’industrie forestière. À l’intérieur de la municipalité, on retrouve certains services de base et quelques produits touristiques donc le camping municipal qui est le principal attrait du village sur lequel la municipalité mise pour créer un achalandage au sein du village.

### Chronologie municipale
- 14 mai 1888 : Érection de la municipalité de Saint-François de Sales.
- 15 mars 1969 : La municipalité de Saint-François de Sales devient la municipalité de Saint-François-de-Sales.

## Culture

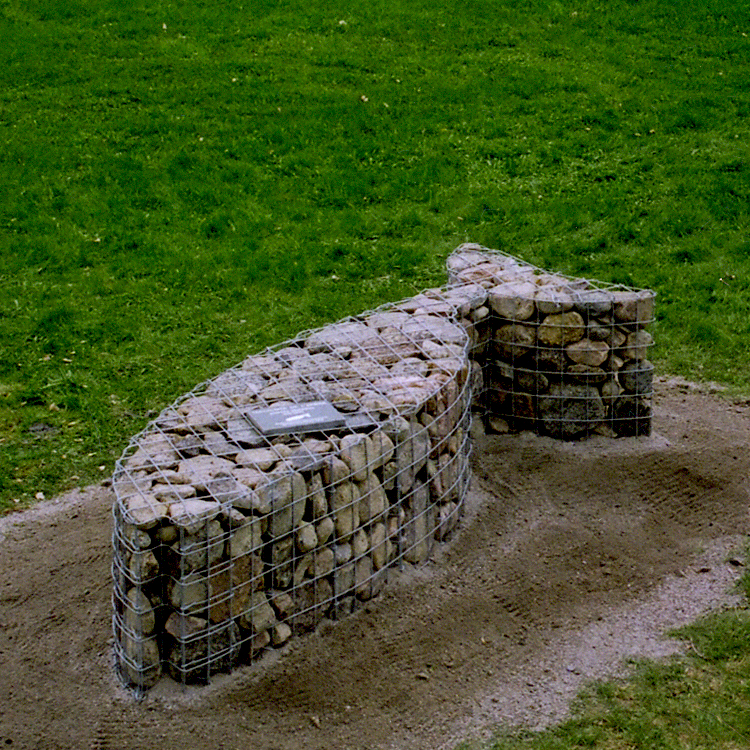
Tacon-Site de l'Arbre

L’histoire de Saint-François-de-Sales est intimement liée à l’industrie forestière. Le territoire de la municipalité est ceinturé par la forêt et les résidents de ce village travaillent pour la plupart en forêt. Cette sensibilité à l’exploitation et à la valorisation de la forêt prend un tournant significatif en 2016 par la mise en place d’une forêt nourricière. Ce modèle de développement durable vise à limiter les interventions de l’homme pendant le processus de croissance des végétaux. Pour toutes ces raisons, le collectif d’artistes Interaction Qui a attribué le Tacon-Site de l’Arbre à la communauté de Saint-François-de-Sales lors de son implantation dans le cadre de la Grande Marche des Tacons-Sites. Cette communauté est dépositaire du marqueur identitaire fondé sur la préservation de la qualité environnementale du territoire forestier du Saguenay—Lac-Saint-Jean.

## Géographie
La Rivière Ouiatchouan traverse le centre la municipalité du sud vers le nord.

## Démographie
| 1991 | 1996 | 2001 | 2006 | 2011 | 2016 | 2021 |
| ---- | ---- | ---- | ---- | ---- | ---- | ---- |
| 832  | 717  | 735  | 731  | 654  | 616  | 643  |

## Administration
Les élections municipales se font en bloc pour le maire et les six conseillers.
| Saint-François-de-Sales Maires depuis 2005                                                                           |                     |         |          |
| Élection | Maire               | Qualité | Résultat |
| 2005 | Victor Desgagnés    |         | Voir     |
| 2009 | Louis-Joseph Gagnon |         | Voir     |
| 2013 | Cindy Plourde       |         | Voir     |
| 2017 | Cindy Plourde       | Voir    |          |
| 2021 | Cindy Plourde       | Voir    |          |
| Élection partielle en italique Depuis 2005, les élections sont simultanées dans toutes les municipalités québécoises |                     |         |          |